# Wilhelm Bersch

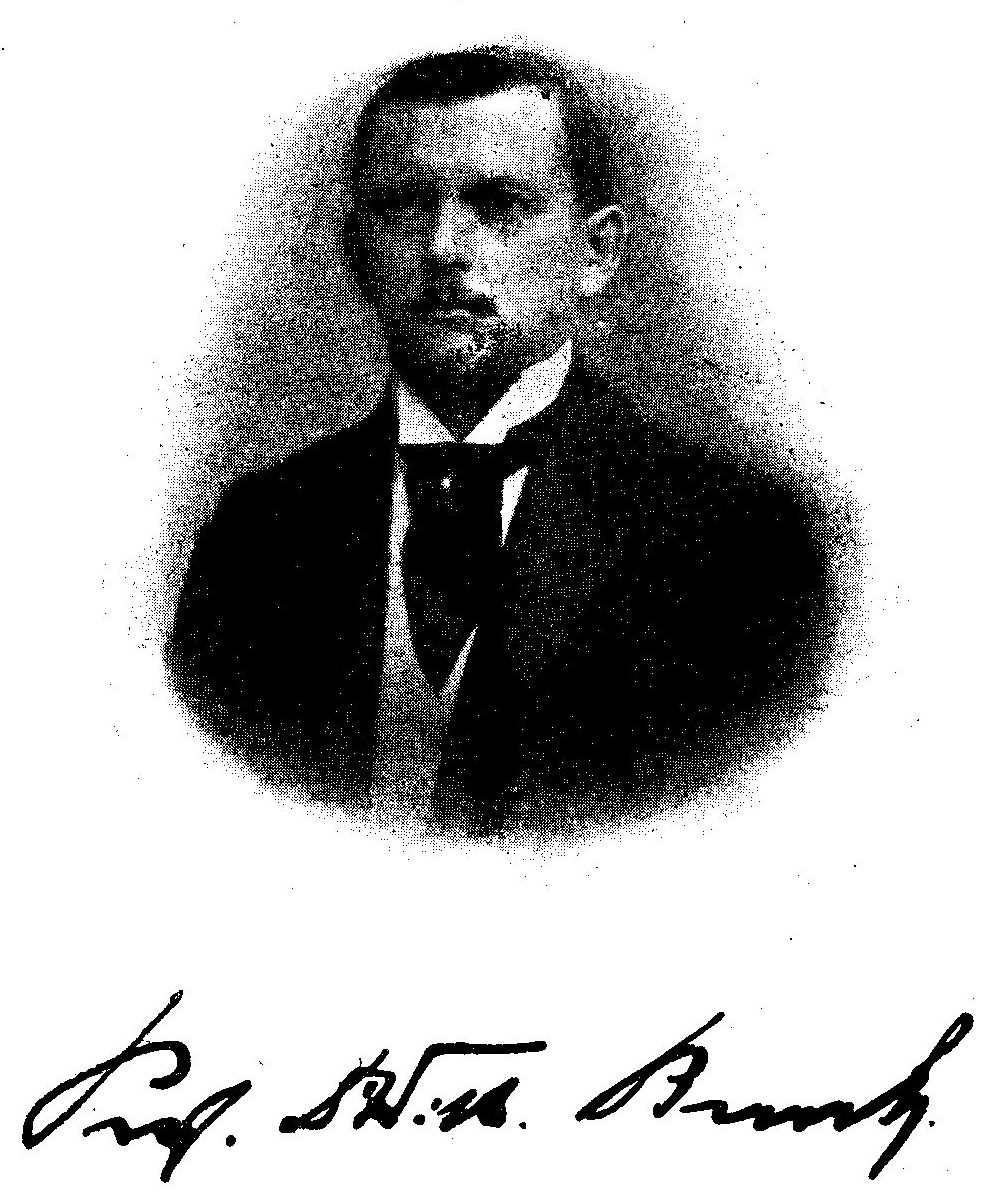
Wilhelm Bersch (vor 1918)

Wilhelm J. K. Bersch (* 16. Juni 1868 in Baden bei Wien; † 1. Oktober 1918) war ein österreichischer Chemiker und Agrarwissenschaftler.

## Leben und Wirken
Wilhelm Bersch besuchte die Volksschule an seinem Geburtsort und danach das dortige Gymnasium, darauf folgend das in Wien, lernte ab Herbst 1884 an der höheren landwirtschaftlichen Schule Francisco Josephinum in Mödling, erwarb im Sommer 1887 das Reifezeugnis. Er diente als Einjährig-Freiwilliger vom 1. Oktober 1887 bis zum 30. September 1888, bestand Weihnachten 1888 das Reserveoffiziersexamen und wurde zum Lieutenant der Reserve ernannt. Im Herbst 1887 wurde er an der Wiener k.k. Technischen Hochschule immatrikuliert und studierte Chemie und chemische Technologie unter anderem bei Bauer und Oser. Ab 1888 studierte er an der Universität Leipzig und war dort im II. chemischen Laboratorium von Wilhelm Ostwald tätig. Er dissertierte 1891 Über die Umsetzung von Oxyden und Hydroxyden schwerer Metalle mit Halogenverbindungen der Alkalien.
Er arbeitete an mehreren wissenschaftlich-technischen Einrichtungen Österreichs, so 1891 bis 1894 als Assistent an der Versuchsanstalt für Zuckerindustrie Wien. Ab 1894 war er an der k. k. Landwirtschaftlich-chemischen Versuchsstation in Wien (siehe: Taborstraße 90–92) als Assistent tätig. Als innerhalb der Versuchsanstalt am 1. November 1901 die Abtheilung für Moorcultur ihre Tätigkeit aufnahm, wurde Bersch deren Leiter. Die Abteilung hatte die Aufgabe, „die Moorkultivierung und Torfverwertung nach jeder Richtung zu fördern, nachdem in der damaligen Doppelmonarchie viele Moore vorhanden waren, aber brach lagen.“
Er lehrte ab 1908 als Honorardozent an der k.k. Hochschule für Bodenkultur; 1915 wurde ihm der Titel außerordentlicher Professor verliehen.
Im Herbst 1916 schied Bersch aus dem Staatsdienst und engagierte sich fortan im Rahmen der entstehenden Deutschen Landwirtschaftsgesellschaft für Oesterreich.
Bersch veröffentlichte zahlreiche wissenschaftliche Abhandlungen zu chemischen und landwirtschaftlichen Themen, war Redakteur mehrerer chemischer und agronomischer Zeitschriften, zum Beispiel der Zeitschrift für das ländliche Versuchswesen in Oesterreich und der Mittheilungen des Vereins zur Verbreitung landwirtschaftlicher Kenntnisse.
Er erhielt das Ehrendiplom der Jubiläumsausstellung 1898 Wien.

## Schriften
- Literatur von Wilhelm Bersch via KVK
- Über die Umsetzung von Oxyden und Hydroxyden schwerer Metalle mit Halogenverbindungen der Alkalien, Leipzig 1891, Univ., Diss., In: Zeitschrift für physikalische Chemie. Band 8U, Nr. 1, 1891, S. 383–395, doi:10.1515/zpch-1891-0832.
- Die Brotbereitung … : nebst einem Anhang: Die Einrichtung von Brotfabriken und kleineren Bäckereien, Wien u. a. 1895 (A. Hartleben’s chemisch-technische Bibliothek ; 216).
- Handbuch der Maß-Analyse : umfassend das gesammte Gebiet der Titrier-Methoden, Wien u. a. 1897 (A. Hartleben’s chemisch-technische Bibliothek ; 227). Digitalisierte Ausgabe der Universitäts- und Landesbibliothek Düsseldorf
- Die Fabrikation von Stärkezucker, Dextrin, Maltosepräparaten, Zuckercouleur und Invertzucker : ein Handbuch für Stärke-, Stärkezucker- und Invertzucker-Fabrikanten, Wien u. a. 1901 (A. Hartleben’s chemisch-technische Bibliothek ; 242).
- Handbuch der Moorkultur : für Landwirte, Kulturtechniker und Studierende, Wien u. a. 1909.
- Taschenbuch der chemischen Technologie. 2 Bände, Wien 1914 Digitalisierte Ausgabe der Universitäts- und Landesbibliothek Düsseldorf
- Flugstaub. Eine Erzählung aus den Bergen. Wilhelm Frick, Wien 1917, OBV.